# Іванівсько-Руська волость
Іванівсько-Руська волость — історична адміністративно-територіальна одиниця Аккерманського повіту Бессарабської губернії.
Станом на 1886 рік складалася з 12 поселень, 12 сільських громад. Населення — 14194 осіб (7195 чоловічої статі та 6999 — жіночої), 2113 дворових господарства.
|                     | Площа, десятин | У тому числі орної, дес. |
| ------------------- | -------------- | ------------------------ |
| Сільських громад    | 41025          | 22846                    |
| Приватної власності | 9148           | 3465                     |
| Казенної власності  | —              | —                        |
| Іншої власності     | 705            | 407                      |
| Загалом             | 50878          | 26718                    |

Поселення волості:
- Іванівка — колишнє державне село за 50 верст від повітового міста, 1275 осіб, 163 дворових господарства, православна церква, школа, базари через 2 тижня по четвергах. За 8 верст — молитовний будинок, школа. За 14 верст — молитовний будинок, школа.
- Каплани — колишнє державне село, 1521 особа, 238 дворових господарств, православна церква, школа, 2 лавка.
- Карагасани — колишнє державне село, 1117 осіб, 212 дворових господарств, православна церква, школа.
- Молдовка — колишнє державне село, 1374 осіб, 206 дворових господарств, православна церква, лавка.
- Нова Цариченка — колишнє державне село, 746 осіб, 139 дворових господарств, православна церква, лавка.
- Петропавлівка — колишнє державне село при річці Сарата, 1012 осіб, 135 дворових господарств, православна церква, школа.
- Райлянка — колишнє державне село, 680 осіб, 248 дворових господарств, православна церква, школа, поштова станція.
- Слободзей-Ганес — колишнє державне село, 953 особи, 172 дворових господарств, православна церква, школа.
- Стара Цариченка — колишнє державне село при річці Вошивка, 1477 осіб, 215 дворових господарств, православна церква, школа, 2 лавки.
- Фараонівка — колишнє державне село, 1557 осіб, 250 дворових господарств, православна церква, школа, лавка.